# Calliscarta richardsi
Calliscarta richardsi är en insektsart som beskrevs av Freytag 1991. Calliscarta richardsi ingår i släktet Calliscarta och familjen dvärgstritar. Inga underarter finns listade i Catalogue of Life.